# خط کیکیو کوریهاما
خط کیکیو کوریهاما (به ژاپنی: 京急久里浜線, Keikyū Kurihamasen) یک خط راه‌آهن خصوصی وابسته به شرکت راه‌آهن کیکیو است.